# Tres en línea
El tres en línea, también conocido como ceros y cruces, tres en raya (España, México, Ecuador y Bolivia), cerito cruz (en Cuba), michi (en Perú), triqui (en Colombia), cuadritos, juego del gato, gato (en Chile, Costa Rica y México), ta te tí (en Argentina, Paraguay y Uruguay), totito (en Guatemala), triqui traka, equis cero (en Honduras), la  vieja (en Venezuela) o cero mata cero (República Dominicana) es un juego de lápiz y papel entre dos jugadores: O y X, que marcan los espacios de un tablero de 3×3 alternadamente.
Una partida ganada por el primer jugador, X:
Una partida que termina en empate:

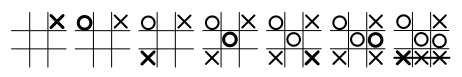
Partida de tres en raya, ganada por X.

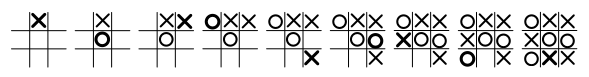
Partida de tres en raya, empatada.

Los jugadores no tardan en descubrir que el juego perfecto termina en empate sin importar con qué juega el primer jugador. Normalmente son los niños pequeños los que juegan al tres en raya: cuando ya han descubierto una estrategia imbatible se pasan a juegos más sofisticados, como el de puntos y cajas.

Estrategia óptima para el jugador X. La X en rojo marca el movimiento óptimo a realizar. Se empieza por la casilla superior izquierda. En el siguiente paso se examina la casilla donde haya marcado el jugador O, que presenta una nueva jugada óptima y así sucesivamente.

La misma simplicidad del juego de tres en raya lo hacen ideal como herramienta pedagógica para enseñar los conceptos de teoría de juegos y la rama de inteligencia artificial que se encarga de la búsqueda de árboles de juego.

## Reglas
Cada jugador solo debe colocar su símbolo una vez por turno y no debe ser sobre una casilla ya jugada. En caso de que el jugador haga trampa el ganador será el otro. Se debe conseguir realizar una línea recta o diagonal por símbolo.

## Variantes

Animación de una partida donde las X ganan en su cuarta movida al evitar que las O hagan una línea de tres en su tercer movimiento en la esquina inferior derecha.

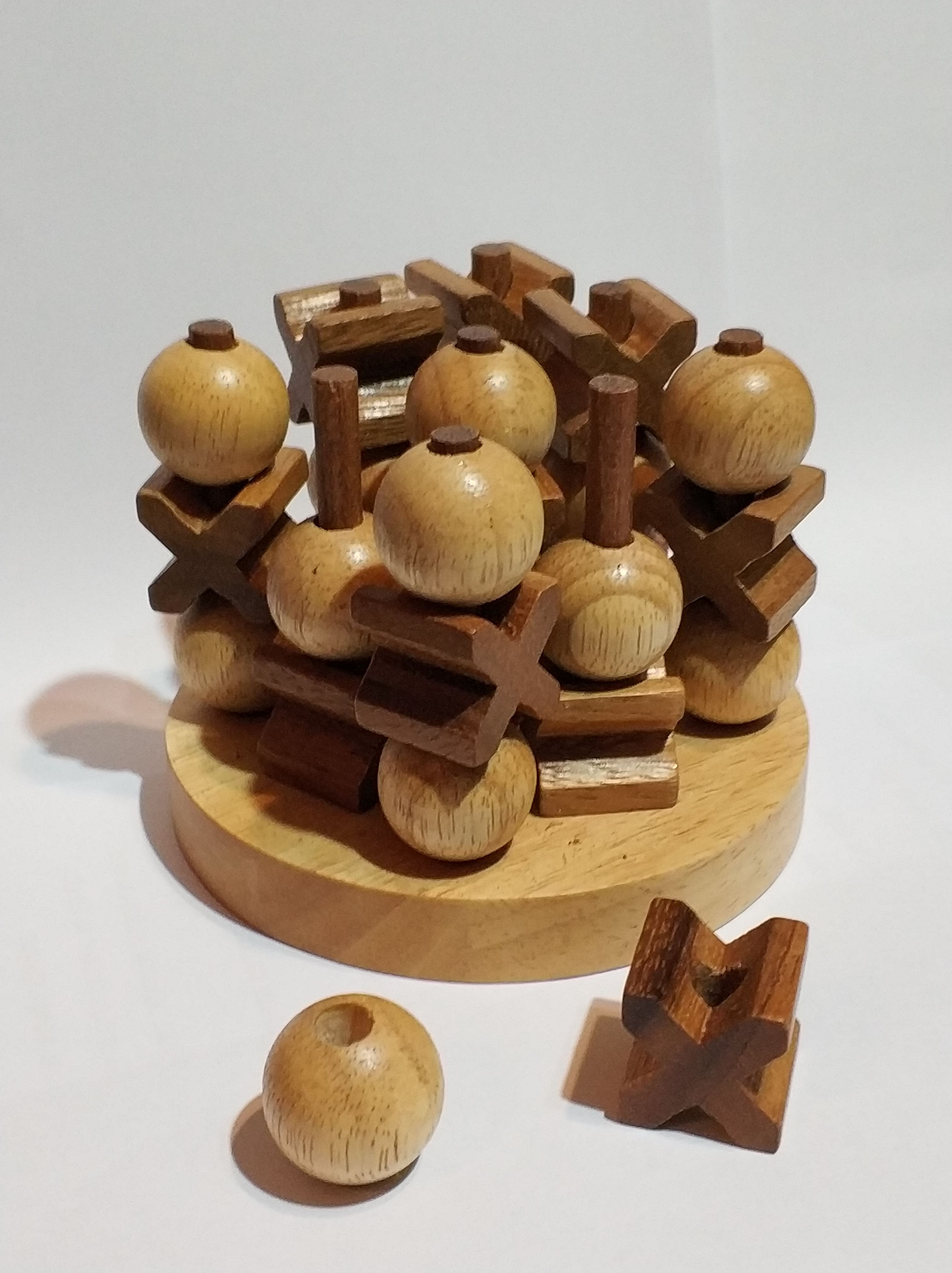
Tres en línea 3X3X3

Entre las variantes del tres en raya se encuentran:
- Tres en línea: Es una variante que se juega en un tablero con nueve puntos conectados vertical y horizontalmente, además de dos grandes diagonales. Cada jugador consta de tres piezas. Por turnos, cada uno coloca sus piezas, cuando todas están en el tablero, empiezan a moverse una intersección por turno. El primero que logra hacer una fila con sus tres piezas, gana. En esta variante, con un juego perfecto de ambos bandos, siempre conseguirá la victoria quien empieza la partida.
- Juegos m,n,k: juego generalizado en que se juega en un tablero de m×n y el objetivo es conseguir k en raya.
- k en raya tridimensional en un tablero de k×k×k. El tres en raya en un tablero de 3×3×3 no tiene mucho sentido: es fácil que el primer jugador gane, pues sólo tiene que empezar a poner su primera ficha en el centro del tablero. El cuatro en raya en un tablero de 4×4×4 es más interesante, aunque Patashnik demostró en 1980 y Victor Allis en 1994 que el primer jugador puede forzar la victoria. Se puede generalizar a dimensiones superiores, pero el juego puede hacerse muy largo y se tiene el riesgo de no visualizar bien el tablero. Existe el videojuego llamado "3-D Tic-Tac-Toe" de Atari 2600 que consiste en el juego 4 en raya.
- Anti-k en raya: El jugador que hace k en raya pierde. Si k = 3, el juego termina en empate si los dos jugadores juegan bien.
- Cinco en línea, un caso particular de juego m,n,k en el que m=n=10 y k=5. Este juego adquiere cierta complejidad ya que deben formarse líneas de cinco en un tablero que usualmente es de 10x10.
- Gato polar, el tablero cambia por una distribución polar formada por cinco círculos concéntricos, subdivididos por 4 diámetros, formando un total de 40 casillas. Con la misma mecánica del juego tradicional, los jugadores deben colocar, alternadamente, círculos y cruces en las casillas. Gana el primero que consiga una "línea" de 5. Las líneas pueden ser radiales, axiales o diagonales (unidas por un vértice).
- Multijugador: se puede jugar entre varios jugadores (de preferencia un número par), en que alternadamente van colocando círculos y cruces.
- Gato con gravedad: se juega en un tablero "vertical" y los círculos y cruces sólo se pueden colocar sobre otros, de tal forma que van apareciendo columnas de círculos y cruces. Se gana cuando un jugador completa cuatro en línea.
- Juego del molino: Un juego viejo del cual parece derivar el tres en línea. Por cada fila de tres formada, se le quita una ficha al oponente.
- Uno en medio:  Variante del tres en línea y del three men's morris, al igual que estos se juega en un tablero de 3x3 en este cada jugador tiene 2 piezas que están ubicadas en las esquinas del tablero, el jugador mueve una de sus piezas en cada turno, las piezas se mueven una casilla en cualquier dirección. Gana el primer jugador que obtiene 3 piezas en línea, de forma alternada quedando una pieza propia en medio de las del oponente o viceversa.
- Conecta 4 es un juego muy popular con una dinámica similar al tres en raya que se juega en vertical.
- Ultimate tres en raya, una versión muy popular en un tablero condicionado de mayor extensión.
- Tres en raya condicionado, se lanza un dado piramidal (con 4 caras) y con un 1, el jugador tiene que poner su pieza en la fila 1 o la vertical 1, con un 2 y un 3, lo mismo. Con un 4, decide dónde colocarla.